# Totoapita Canutillo
Totoapita Canutillo är en ort i Mexiko.   Den ligger i kommunen Acatlán och delstaten Hidalgo, i den sydöstra delen av landet, 110 km nordost om huvudstaden Mexico City. Totoapita Canutillo ligger 2 133 meter över havet och antalet invånare är 226.
Terrängen runt Totoapita Canutillo är platt åt nordost, men åt sydväst är den kuperad. Runt Totoapita Canutillo är det tätbefolkat, med 286 invånare per kvadratkilometer. Närmaste större samhälle är Tulancingo, 12,5 km söder om Totoapita Canutillo. Omgivningarna runt Totoapita Canutillo är en mosaik av jordbruksmark och naturlig växtlighet.